# 櫻桃園
《櫻桃園》（俄语：вишнёвый сад），為俄羅斯劇作家安东·契诃夫的最後一部劇作，於1904年1月17日在莫斯科艺术剧院首演，由康斯坦丁·斯坦尼斯拉夫斯基導演。首演後不到六個月，契訶夫死於結核病。契訶夫雖然指名這部作品是一齣喜劇，但在其一些鬧劇元素之外，斯坦尼斯拉夫斯基堅持把這部戲劇導向悲劇演出。在這第一個製作之後的所有導演，都為這部戲劇的兩種特質而爭論不休。

## 概要
這部戲是在講述一俄羅斯貴族女士與其家人的故事。他們在宅邸（包含了個很有名的櫻桃園）將要被拍賣抵押債款前，回到了家鄉。雖然有人提出一些可以拯救家園的方法，但這家人卻什麼也不做地，在劇終時售出宅邸，且在櫻桃園裡的櫻桃樹被砍倒的聲音中離開家鄉。故事主要表達文化上的無能為力——包括貴族無力維持他們的社會地位，與中產階級無法在新興的功利主義中找到意義。並反映了在20世紀的這個轉折點上，俄羅斯的社會經濟主義的力量。包括19世紀中，廢除農奴後的中產階級興起，與貴族沒落；這齣戲劇反射了當時全球農工階級的力量。
自從莫斯科藝術劇院的第一次製作後，這齣戲翻譯成多國語言且在世界各地上演，成為戲劇文學上的經典。一些西方的重要導演，都曾用不同的呈現方式導過這齣戲劇，包括查尔斯·劳顿/彼得·布魯克、伊娃·列·高丽安, 讓-路易斯·巴勞特（Jean-Louis Barrault）, Tyrone Guthrie與喬爾焦·斯特雷勒（Giorgio Strehler]）。這齣戲的也廣泛地影響了許多後世的戲劇創作，包括尤金·奥尼尔、萧伯纳與阿瑟·米勒。

## 探討主題
劇中的主要主題是社會變遷對於人們的影響。1861年2月19日亞歷山大二世 (俄國)所做出的奴隸解放政策，讓過去的奴隸能取得財富與社會地位，也讓一些貴族在無法使用廉價勞工維續他們的豪宅後，過著破產或是極度貧窮的生活。即便是在契訶夫創作櫻桃園的年代，奴隸解放政策已經施行了四十年，契訶夫對其的感受還是深刻地刻畫在故事作品中。
契訶夫本意希望此戲劇為一喜劇（確實在其作品的標題下方有指出），然後在他的信件中說明此劇其實更像一齣鬧劇。當他看到導演斯坦尼斯拉夫斯基在莫斯科藝術劇院的第一部製作時，簡直為後者所塑造出來的悲劇特質感到驚嚇。自從那時開始，櫻桃園的製作，每每都會經歷其戲劇悲喜特質的掙扎（而契訶夫的作品幾乎都有這種跡象）。
女主角麗波芙失敗地處理她房產的問題、家庭的問題，且她終將失去所有的東西：這樣的命運被劇評人指出這就是無法適應新俄羅斯的代表。她任性地拒絕接受她過去在生活與感情上的真相，讓她成為舞台上最引人注目的女主角：一個犧牲所有的女人，她的過去、她的青春、她的外貌、她的財產與她的家人、她自身的快樂，只為了換得感情（並非故意用作為嘲諷，女主角麗波芙Lyubov在俄文的意思就是＂愛Love＂）。

## 演出情况
- 2009年6月，中国上戏剧院，导演林兆华，主演：蒋雯丽饰演柳苞芙、张译饰演大学生彼嘉
- 2013年5月11-26日，香港話劇團，導演薛卓朗（英语：Ceri Sherlock），主演：彭杏英飾演莊園女主人朗莉絲嘉、黃慧慈飾演養女雲妮雅、辛偉強飾演商人樂百軒、高翰文飾演朗莉絲嘉的弟弟加耶夫
- 2017年11月17-19日，黑幕劇團，導演李慧心，主演：黎幸城、張滿源、易樂行、朱嘉敏
- 2025年5月2-4日，愛麗絲劇場實驗室，導演陳恆輝，主演：陳瑞如、周家輝、簡立強、黎玉清、賴五娘、阮煒楹、林啟源、李耀祺、何瑞文、李瀚天、麥晧鈿
- 2025年9月19-21日，LG 藝術中心，導演西門・斯通，主演：全度妍、朴海秀、孫尚奎、崔僖序、李智慧、南允浩、劉炳勳、朴有琳、李世濬、李周原

## 外部連結
- Full text of The Cherry Orchard （页面存档备份，存于） （俄語）
- 樱桃园的简短复述 （俄語）
- Project Gutenberg eText （页面存档备份，存于）, English translations of several Chekhov plays, including The Cherry Orchard
- A public domain version of the play （页面存档备份，存于） (English translation)
- The Cherry Orchard （页面存档备份，存于） study guide, themes, quotes, teacher resources
- LibriVox中的公有领域有声书《The Cherry Orchard》